# Les Fils de Fondation
Les Fils de Fondation (titre original : Foundation's Friends) est une anthologie présentée par Martin H. Greenberg, regroupant des récits rédigés par des admirateurs de l'œuvre d'Isaac Asimov.

## Intention des écrivains participant à l'anthologie
Les écrivains ayant rédigé des nouvelles pour cette anthologie ont voulu montrer leur admiration pour l'œuvre d'Asimov. L'anthologie est, en quelque sorte, un Liber amicorum en hommage au « Maître ».
Les auteurs ont puisé leur inspiration :
- dans l'univers du Cycle de Fondation ;
- dans l'univers du Cycle des robots ;
- dans les nouvelles policières écrites par Asimov sous le titre « Cycle des veufs noirs » ou mettant en scène Wendell Urth ;
- dans divers autres romans écrits par Asimov, notamment Les Dieux eux-mêmes.

## Publications

### Publications aux États-Unis
L'anthologie est parue aux États-Unis pour la première fois en 1989, sous le titre Foundation's Friends.

### Publications en France
Elle a été traduite et publiée en France en 1993 aux éditions Presses de la cité, puis dans la collection Pocket Science-fiction, n°5583, en 1995.

## Contenu

### Préface
- Préface de Ray Bradbury
- Une réflexion sur ce que serait notre monde si Asimov n’avait jamais écrit de science-fiction, par Ben Bova
- L'édition française chez Pocket contient en outre une préface de Jacques Goimard

### La Reine des pistes
- Auteur : Pamela Sargent
- Titre original : Strip-runner
- Œuvre de référence dans l'univers d'Asimov : Les Cavernes d'acier
- Résumé : Amy Barone-Stein, jeune adolescente ayant toujours vécu sur Terre dans les cavernes d'acier est l'une des meilleures « pistardes » de la ville. Un jour, alors qu'elle parcourt illégalement les pistes contre Shakira Lewes, une ancienne « légende des courses », elle se fait attraper et manque de se faire lyncher par la foule. Sur l'injonction des policiers et compte tenu de son comportement antisocial, ses parents sont poussés à prendre des mesures disciplinaires, mais Amy, toujours rebelle et poussée par Shakira, décide de rejoindre le groupe de l'inspecteur Elijah Baley afin de découvrir le monde extérieur. Son père s'y oppose catégoriquement, mais sa mère la soutient, estimant que c'est la possibilité éventuelle pour sa fille, un jour, de quitter la Terre et d'aller contribuer à fonder un Monde Spacien.

### La Solution d'Asenion
- Auteur : Robert Silverberg
- Titre original : The Asenion Solution
- Œuvre de référence dans l'univers d'Asimov : Les Dieux eux-mêmes (1972).
- Résumé du début du récit : L'éminent physicien Fletcher reçoit régulièrement de nouvelles quantités de Plutonium 186, matière impossible théoriquement et inexistante sur Terre. Or ce Plutonium-186, au lieu d'être radioactif, est un élément stable, sauf s'il est bombardé d'électrons, auquel cas il devient radioactif ; sa radioactivité augmente même de plus en plus au fur et à mesure qu'on le bombarde ! Finissant par accepter la possibilité que ce métal vienne d'un univers parallèle et craignant une possible réaction en chaîne incontrôlable lors du stockage de ce matériaux, Fletcher décide d'aller consulter Asenion, jadis physicien de génie reconverti dans l'horticulture…

### Meurtre au urthième degré
- Auteur : Edward Wellen
- Titre original : Murder in the Urth Degree
- Œuvre de référence dans l'univers d'Asimov : La Pierre parlante (The Talking Stone - nouvelle)
- Résumé : Keith Flammersfeld, unique habitant de la station orbitale Terrarium 9, constituée de six sphères concentriques et servant notamment de laboratoire spatial, découvre une anomalie : quelqu'un a écrit des vers sur son ordinateur. Alors qu'il cherche à découvrir l'intrus, il meurt empoisonné par une fléchette enduite d'une sorte de curare. Le commissaire Davenport est chargé de l'enquête, mais face à l'inutilité de ses recherches, demande conseil au Dr Wendell Urth pour résoudre cette affaire. L'enquêteur découvre que c'est une plante (et plus précisément un… chou génétiquement modifié devenu intelligent) qui a tué le scientifique, mort des suites de sa création.

### La Chute de Trantor
- Auteur : Harry Turtledove
- Titre original : Trantor Falls
- Œuvre de référence dans l'univers d'Asimov : Fondation
- Résumé : Trantor, la capitale de l'Empire galactique, est attaquée par Gilmer. Broyant tout sur son passage, il force l'empereur Dagobert VIII à prendre la fuite et s'empresse de piller la planète. Seuls les étudiants et professeurs de l'Université font bravement face, à tel point que Gilmer se rend sur place afin de négocier avec les universitaires. Ceux-ci ont vite fait de le convaincre de les laisser mener à bien leurs recherches indépendamment de toute influence.

### Dilemme
- Auteur : Connie Willis
- Titre original : Dilemma
- Œuvre de référence dans l'univers d'Asimov : Les Robots et Nous les robots, recueils de nouvelles
- Résumé : Une délégation de robots se rend chez le Dr Isaac Asimov afin de lui demander d'abroger la première des trois lois de la robotique ou du moins de la modifier. Face à cette demande et aux réactions bizarres de sa secrétaire tendant à ce qu'Asimov ne puisse pas rencontrer les robots, Asimov devra user de toute son intelligence pour dénouer les fils de cette intrigue…

### Quand la nuit tombe (version Maureen Birnbaum)
- Auteur : George Alec Effinger
- Titre original : Maureen Birnbaum After Dark
- Œuvre de référence dans l'univers d'Asimov : Quand les ténèbres viendront (nouvelle)

### Équilibre
- Auteur : Mike Resnick
- Titre original : Balance
- Œuvre de référence dans l'univers d'Asimov :
- Bref résumé : Dans cette nouvelle qui est la plus courte du recueil (6 pages), l'auteur évoque Susan Calvin, ingénieur et robopsychologue, en train de faire un discours aux actionnaires de US Robotics, de croiser le regard d'un homme et de se poser des questions sur ses relations avec les autres êtres humains. La plupart d'entre eux pensent qu'elle est une femme froide et glaciale, sans cœur, sans féminité, qui ressemble aux robots qu'elle construit. Lorsque le discours est fini et que l'on se sépare avant de se rendre au cocktail, Susan se rend dans ses quartiers pour se changer et mettre une robe de soirée. Ses robots sont attentionnés à son égard, très gentils, très flatteurs : Susan trouve chez eux la gentillesse, la simplicité, la douceur, et en fin de compte l'humanité qu'elle ne trouve pas chez ses collègues…

### Le Présent éternel
- Auteur : Barry N. Malzberg
- Titre original : The Present Eternal
- Œuvre de référence dans l'univers d'Asimov :

### PAPPA
- Auteur : Sheila Finch (en)
- Titre original : PAPPI
- Œuvre de référence dans l'univers d'Asimov :

### Réunion au sommet du Mile-High
- Auteur : Frederik Pohl
- Titre original : The Reunion at the Mile-High
- Remarque : nouvelle uchronique et humoristique
- Œuvre de référence dans l'univers d'Asimov :

### La Caverne de Platon
- Auteur : Poul Anderson
- Titre original : Plato' Cave
- Œuvre de référence dans l'univers d'Asimov :
- Résumé : Envoyé sur Io, près de Jupiter, le robot JK-7 (« Jack ») décide de ne plus obéir aux ordres des humains. En effet, il prétend avoir rencontré un humain, prénommé Napoléon Ier, portant bicorne sur la tête et la main dans l'échancrure du veston, qui lui aurait ordonné de cesser tout travail et lui aurait affirmé que les prétendus techniciens du Centre de contrôle, basés sur Terre, n'étaient pas des hommes mais en réalité des robots. On appelle Donovan et Powell, les assistants de Susan Calvin, pour persuader le robot qu'il a affaire à de vrais humains, et que c'est « Napoléon Ier » qui est robot instrumentalisé par des humains qui souhaitent que le projet sur Io soit abandonné. Ils parviendront à le persuader après avoir réalisé devant Jack une scène de théâtre dangereuse, à des millions de kilomètres d'Io…
- Article connexe : Allégorie de la caverne de Platon (le robot Jack se trouve à ses propres yeux enfermé dans la Caverne platonicienne : il entend et voit des interlocuteurs, mais il ignore s'il doit croire ses sens, et s'il peut leur faire confiance ; la réalité lui est inconnaissable).

### La Conscience de Fondation
- Auteur : George Zebrowski
- Titre original : Foundation's Conscience
- Œuvre de référence dans l'univers d'Asimov :
- Résumé :

### Chasseurs de voitures dans la prairie de béton
- Auteur : Robert Sheckley
- Titre original : Carhunters of the Concrete Prairie
- Œuvre de référence dans l'univers d'Asimov :
- Résumé :

### La plupart des électeurs…
- Auteur : Edward D. Hoch
- Remarque : la nouvelle est une parodie des nouvelles policières d'Isaac Asimov publiées sous le titre Cycle des veufs noirs
- Titre original : The Overheard Conversation (traduction approximative : « La conversation entendue par mégarde »)
- Œuvre de référence dans l'univers d'Asimov :
- Résumé : Walter Lutts est un homme politique qui a entendu fortuitement deux étudiants converser le jour du vote. L'un d'eux disait : Most Voters Earn Money Just by Showing Up Near Polls (« La plupart des électeurs gagnent de l’argent rien qu'en se montrant près des bureaux de vote »). Il se demande s'il a entendu là le signe que l’élection avait été achetée par ses agents électoraux. Il s'en ouvre auprès des « détectives amateurs du Club des Veufs noirs », qui émettent suppositions sur suppositions sans trouver d'explication convenable. Comme d'habitude, c'est le majordome Henry qui trouve la solution de l'énigme : il s'agissait de deux étudiants en astronomie, et l'un d'eux donnait un moyen mnémotechnique pour se souvenir des planètes du système solaire : chaque première lettre du mot de la phrase évoque celle d'une planète (M-V-E-M-J-S-U-N-P : Mercure, Vénus, Earth (Terre), Mars, Jupiter, Saturne, Uranus, Neptune, Pluton).

### Tache
- Auteur : Hal Clement
- Titre original : Blot

### La Quatrième Loi de la robotique
- Auteur : Harry Harrison
- Titre original : The Fourth Law of Robotics
- Œuvre de référence dans l'univers d'Asimov :
- Résumé : Une banque a été attaquée par un robot ; Donovan en informe immédiatement Susan Calvin et lui présente un enregistrement vidéo des faits. Le robot s'est présenté à la banque, muni d'une grenade, expliquant en détail son fonctionnement. En partant, il a laissé exploser l'engin, qui n'était qu'une réplique sans danger. Le robot n'a donc pas violé la première loi de la robotique (aucun humain n'a été blessé), ni la deuxième (obéissance aux humains), ni la troisième (il ne s'est pas mis en danger). Pour étouffer le scandale qui risque de survenir, Susan Calvin paie un détective privé interlope, prénommé Jim, pour retrouver le robot dans les 24 heures. Jim et Donovan se mettent donc à la recherche du fugitif. Grâce à sa connaissance du milieu, Jim parvient assez facilement à retrouver le robot…

### L'Originiste
- Auteur : Orson Scott Card
- Titre original : The Originist
- Œuvre de référence dans l'univers d'Asimov :
- Résumé :

### Postface
- A Word or Two from Janet (description de ce qu’est la vie de la femme d’Asimov, par Janet Asimov elle-même)
- Fifty Years (comparaison par Asimov lui-même de sa vie et de sa carrière aux grandeurs de la science et de la littérature)